# Denisia
Denisia is een geslacht van vlinders van de familie sikkelmotten (Oecophoridae).

## Soorten
- D. albimaculea - wit stamgastje (Haworth, 1828)
- D. aragonella (Chretien, 1903)
- D. augustella - quasistamgastje (Hübner, 1796)
- D. coeruleopicta (Christoph, 1888)
- D. fiduciella (Rebel, 1935)
- D. fuscicapitella Huemer, 2001
- D. graslinella (Staudinger, 1871)
- D. luctuosella (Duponchel, 1840)
- D. luticiliella (Erschoff, 1877)
- D. muellerrutzi (Amsel, 1939)
- D. nubilosella (Herrich-Schäffer, 1854)
- D. obscurella (Brandt, 1937)
- D. pyrenaica Leraut, 1989
- D. ragonotella (Constant, 1885)
- D. rhaetica (Frey, 1856)
- D. similella - citroenstamgastje (Hübner, 1796)
- D. stipella - vaal stamgastje (Linnaeus, 1758)
- D. stroemella (Fabricius, 1779)
- D. subaquilea (Stainton, 1849)